# Lonchura teerinki
La donacola petto nero (Lonchura teerinki Rand, 1940) è un uccello passeriforme appartenente alla famiglia degli Estrildidi.

## Descrizione

### Dimensioni
Misura circa 11 cm di lunghezza, coda compresa.

### Aspetto
Si tratta di piccoli uccelli dall'aspetto massiccio, muniti di un caratteristico becco grosso e tozzo.

La colorazione è bruna su vertice, nuca, dorso ed ali, mentre faccia, guance, petto, sottocoda e fianchi sono neri, con una variegatura bruna e bianca su questi ultimi; il ventre è bianco, codione e coda sono invece di colore giallo. Gli occhi sono di colore bruno scuro, le zampe sono carnicino-grigiastre, il becco è grigio-plumbeo.

## Biologia
Si tratta di uccelli diurni, che tendono a riunirsi in stormi di qualche decina d'individui; essi passano la maggior parte della giornata al suolo o fra l'erba alta, alla ricerca di cibo, mentre al calar delle tenebre questi uccelli cercano rifugio fra i rami degli alberi.

### Alimentazione
La donacola petto nero è un uccello principalmente granivoro, che grazie al forte becco è in grado di nutrirsi di una gran varietà di piccoli semi, privilegiando quelli di graminacee possibilmente ancora immaturi od appena germogliati; questi uccelli non disdegnano d'integrare la propria dieta anche con germogli, bacche, frutti e, molto sporadicamente, anche con piccoli insetti volanti.

### Riproduzione
Si conosce piuttosto poco circa le abitudini riproduttive di questa specie; tuttavia, si ritiene che esse non differiscano significativamente, per modalità e tempistica, da quelle delle specie congeneri.

## Distribuzione e habitat
La specie è endemica degli altopiani dell'area montuosa centro-occidentale della Nuova Guinea, dove abita le zone prative e le radure erbose fra i 1600 ed i 2300 m di quota; si dimostra inoltre molto tollerante alla presenza umana, e negli ultimi anni ha espanso il proprio areale anche nelle aree disboscate ed in giardini e cortili delle zone abitate, sebbene qui soffra la competizione di altre specie meno legate a determinate condizioni climatiche come il passero triste, la donacola petto castano, il cappuccino testa grigia o il cappuccino beccogrosso, coi quali può trovarsi in simpatria.